# علامة مورفي
علامة مورفي تشير في الطب إلى مناورة أثناء الفحص البدني كجزء من فحص البطن. إنها مماثلة، ولكن ليست نفسها علامة اسوروغرافيك مورفي (التخطيط التصواتي مرفي). إنه مفيد لتمييز الألم في الربع العلوي الأيمن. عادةً ما يكون إيجابيًا في التهاب المرارة، ولكنه سلبي في التحصِ الصفراوي، التهاب الحويضة والكلية، والتهاب الأوعية الصفراوية الصاعد.

## التاريخ
سميت نسبة إلى الجراح الأمريكي جون بنيامين مورفي ( 1857-1916 ) وهي علامة فحص تدل على التهاب المرارة.

## طريقة التطبيق
يستلقي المريض على ظهره ويطلب منه الفاحص أن يتنفس بعمق، وعند الشهيق يضغط الفاحص بيده أسفل الأضلاع في الجهة اليمنى حيث المرارة، فإذا كانت المرارة ملتهبة يشعر المريض بالألم بسبب الضغط على المرارة فيقطع الشهيق بسبب الألم.